# 吉本泰輔
吉本 泰輔（よしもと だいすけ、Daisuke Dice Yoshimoto,1981年5月23日 - ）は、大阪府東大阪市出身でアメリカ合衆国のプロバスケットボール指導者。NBAのニューヨーク・ニックスのアシスタントコーチを務めている。米国ではDaisukeはダイスキーとなり発音しにくいため、米国での通称は Dice Yoshimoto。

## 経歴
大商学園高校卒業後、19歳で渡米し、2001-02、2002-03シーズンをニューハンプシャー工科大学にてPG（ポイントガード）としてプレーし、NCAA Div.ⅢのGreat Northeast Athletic Conference（GNAC）に所属するジョンソン＆ウェールズ大学スポーツ経営学科に編入。2003-04、2004-05シーズンをプレイし、大学3年時にはNCAAトーナメント（Div.III）に出場。チームの主将も務めた。同校で1年間アシスタントコーチを務めた後、NCAA Div.Iのフォーダム大学院（Fordham University）にて教育学を専攻し、バスケットボールチームのマネージャーとして従事する傍らコーチングを学んだ。
2008年：ニュージャージー・ネッツの関連会社であるHOOP1に就職し、ビデオレコーディング（ビデオ分析）を学んだ。
2011年7～9月： マイク・フラテロ（Mike Fratello）監督率いるバスケットボールウクライナ代表（Ukraine National Basketball Team）の専属ビデオコーディネーターに抜擢され、2012年ロンドンオリンピックヨーロッパ予選に同行する。
2011年10月：トム・シボドー監督（Tom Thibodeau）率いるシカゴ・ブルズにて日本人として初のアシスタントビデオコーディネーターに就任。
2012年10月：同チーム、ビデオコーディネーターに昇進。
2015年7月：マイケル・マローン監督（Michael Malone）率いるデンバー・ナゲッツにてビデオコーディネーターとして契約。
2016年6月：トム・シボドー監督兼プレジデント（Tom Thibodeau）率いるミネソタ・ティンバーウルブスにてスペシャル・アシスタント（Special Assistant to the President of Basketball Operations）に就任。
2018年9月：同チーム、スペシャル・アシスタントに加え選手育成コーチ（Player Development Coach）に就任。
2019年8月：ジョージア大学（University of Georgia）にてDirector of Basketball Strategy & Videoに就任。
2020年8月：トム・シボドー監督（Tom Thibodeau）率いるニューヨーク・ニックスにてヘッドコーチ補佐（Assistant to Head Coach）に就任。
2021年8月：米ネバダ州ラスベガスで開催されたNBAで若手の登竜門となるサマーリーグで、日本人初のNBAヘッドコーチとしてニューヨーク・ニックスの指揮を執る。結果は4勝2敗。
2022年7月：米ネバダ州ラスベガスで開催されたサマーリーグで、昨年同様ヘッドコーチとしてニューヨーク・ニックスの指揮を執りチームを準優勝に導く。
2022年9月：同チーム、アシスタントコーチ兼分析/選手育成コーチ（Analytics/Player Development）に昇進。NBAレギュラーシーズンで日本人として初のアシスタントコーチに就任し現在に至る。
2023年7月：米ネバダ州ラスベガスで開催されたサマーリーグで、一昨年・昨年に続き3年連続ヘッドコーチとしてニューヨーク・ニックスの指揮を執る。 結果は2勝3敗。
2024年7月：米ネバダ州ラスベガスで開催されたサマーリーグで、4年連続ヘッドコーチとしてニューヨーク・ニックスの指揮を執る。 結果は3勝2敗。

## 掲載
月刊HOOP（日本文化出版）

2009年9月号、2010年2月号、2010年5月号、2010年6月号、2010年7月号、2010年9月号、2010年10月号、2010年11月号、2010年12月号、2011年1月号、2011年2月号、2011年4月号、2011年8月号、2012年9月号「ブルズの頭脳 日本男児"DICE"」

HOOP（日本文化出版） NBAイヤーブック 2009年、2010年
NBA Japan [宮地陽子コラム第24回] NBAサマーリーグに参加した日本人たち
NBA Japan [宮地陽子コラム第95回] 渡邊雄太と吉本泰輔ーーNBAサマーリーグで実現した“日本人対決”
NBA Japan 新スタッフを発表したウルブズに日本の吉本泰輔が入閣
NBA Japan ニックスがトム・シボドーHCのスタッフ発表、マイク・ウッドソン、吉本泰輔らが入閣
NBA Japan 【リポート】ニックスの吉本泰輔ヘッドコーチ補佐がサマーリーグでHCに
NBA Japan ニックスのサマーリーグチームを率いる吉本泰輔HCが初陣「シボドーHCから学んできたことを見せる絶好の機会」
バスケットボール専門情報│月バス.com 吉本泰輔HC - 歴史的「18インチ前進」を果たした2021NBAサマーリーグ
Sports Graphic NumberWeb 日本人初！ NBAサマーリーグでヘッドコーチを務めた吉本泰輔の“一歩前進”「バスケットボールを違う面から見ることができた」
NBA Japan  [宮地陽子コラム第105回] 吉本泰輔 一問一答「自分がなれる最高のコーチに」
吉本泰輔コーチ インタビュー「自分を証明するには全力を尽くすしかない」｜NBAサマーリーグ2022（宮地陽子）